# Routot
Routot es una localidad y comuna francesa situada en la región de Normandía, departamento de Eure, en el distrito de Bernay y cantón de Routot.

## Demografía
| 1074 | 1189 | 1253 | 1161 | 1199 | 1077 | 1101 | 1099 | 1140 | 1042 | 968 | 964 | 904 | 900 | 862 | 890 | 879 | 862 | 781 | 783 | 752 | 737 | 735 | 691 | 686 | 728 | 730 | 826 | 882 | 988 | 1079 | 1043 | 1115 | 1314 | 1353 | 1367 | 1384 | 1409 | 1434 | 1485 | 1499 |
| Para los censos de 1962 a 1999 la población legal corresponde a la población sin duplicidades (Fuente: INSEE [Consultar]) |      |      |      |      |      |      |      |      |      |     |     |     |     |     |     |     |     |     |     |     |     |     |     |     |     |     |     |     |     |      |      |      |      |      |      |      |      |      |      |      |